# Rott am Inn
Rott am Inn település Németországban, azon belül Bajorországban. Lakosainak száma 4257 fő (2023. december 31.).

## Népesség
A település népessége az elmúlt években az alábbi módon változott:
| Lakosok száma | 1581 | 2758 | 2714 | 3695 | 3866 | 3942 | 4032 | 4067 | 4119 | 4257 |
|               | 1925 | 1970 | 1975 | 2011 | 2013 | 2014 | 2016 | 2019 | 2021 | 2023 |

## Fekvése
Münchentől délnyugatra, az Inn partján fekvő település.

## Története
A település egy benedekrendi kolostor körül alakult ki, melyet Kuno von Rott őrgróf alapított a 11. század végén. A templomot és a kolostort a Harmincéves háborúban a svéd csapatok feldúlták. Mai formáját 1759-1763 között nyerte el, Johann Michael Fischer a bajor rokokó egyik legnagyobb építészének tervei alapján. 1803-tól, a szerzetesrend megszüntetése óta a kolostorban sörfőzde működik. A kolostortemplom négyzetet átvágó kör alaprajzú. E módon a hatalmas kupola az oldalhajók közepét is fedi, a falak zegzugossága 10 mellékoltár felállítását tette lehetővé. Mennyezetének freskóit - köztük a Benedek-rend megdicsőülését ábrázoló kupolafreskót is - Matthias Günther készítette. Tőle származnak az oltárok tervei is, melyeket német földön a legszebb barokk oltárokként tartanak számon. Az oltárok legtöbbjén Ignaz Günther faragványai láthatók; a főoltártól jobbra és balra II. Henrik német-római császár és hitvese Kunigunda alakja is. A legismertebb azonban a bal oldali oldalhajó második oltárán Petrus Damiani bíboros szobra, fejére angyalka próbálja a bíboroskalapot.

## Galéria

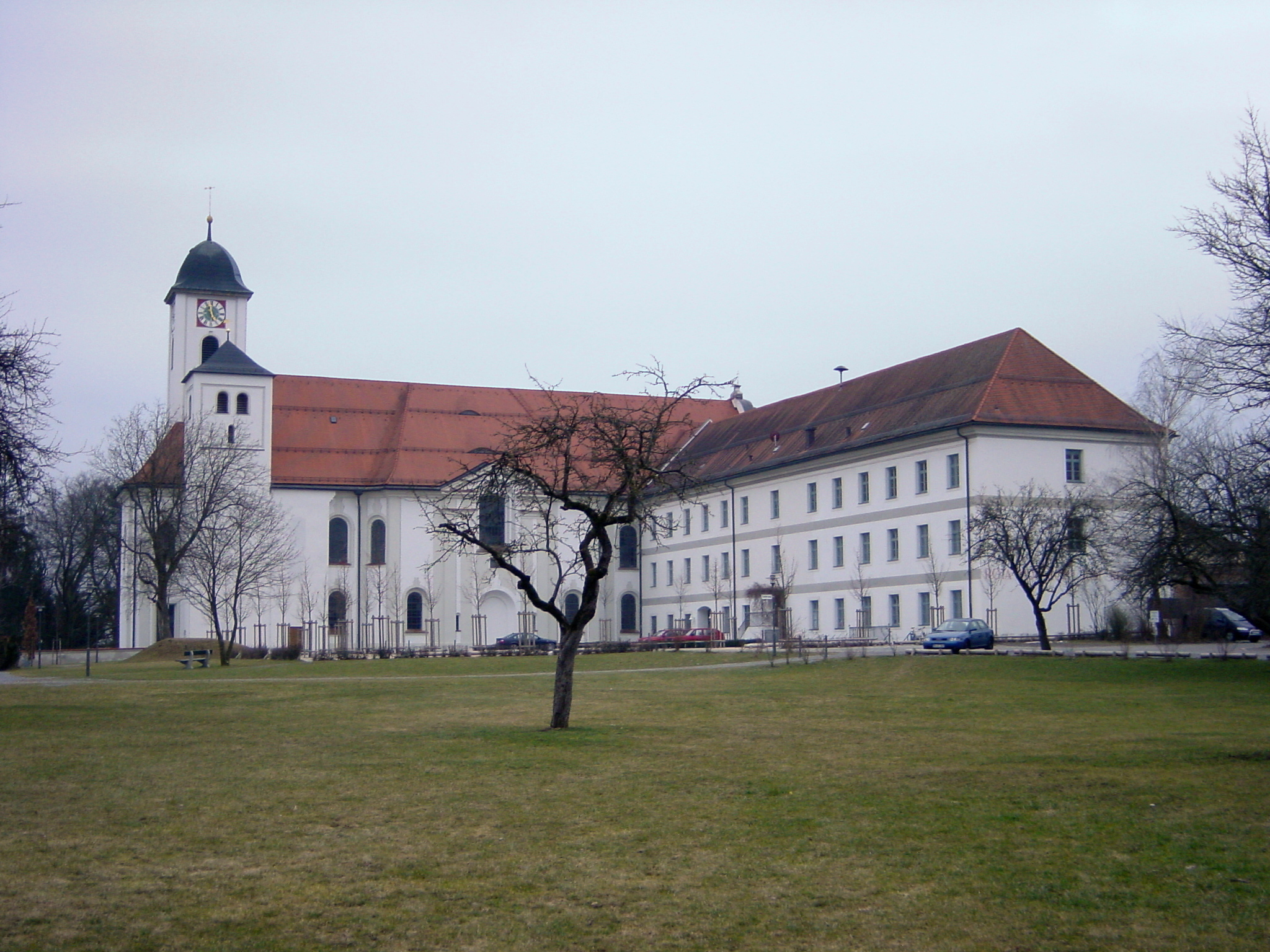
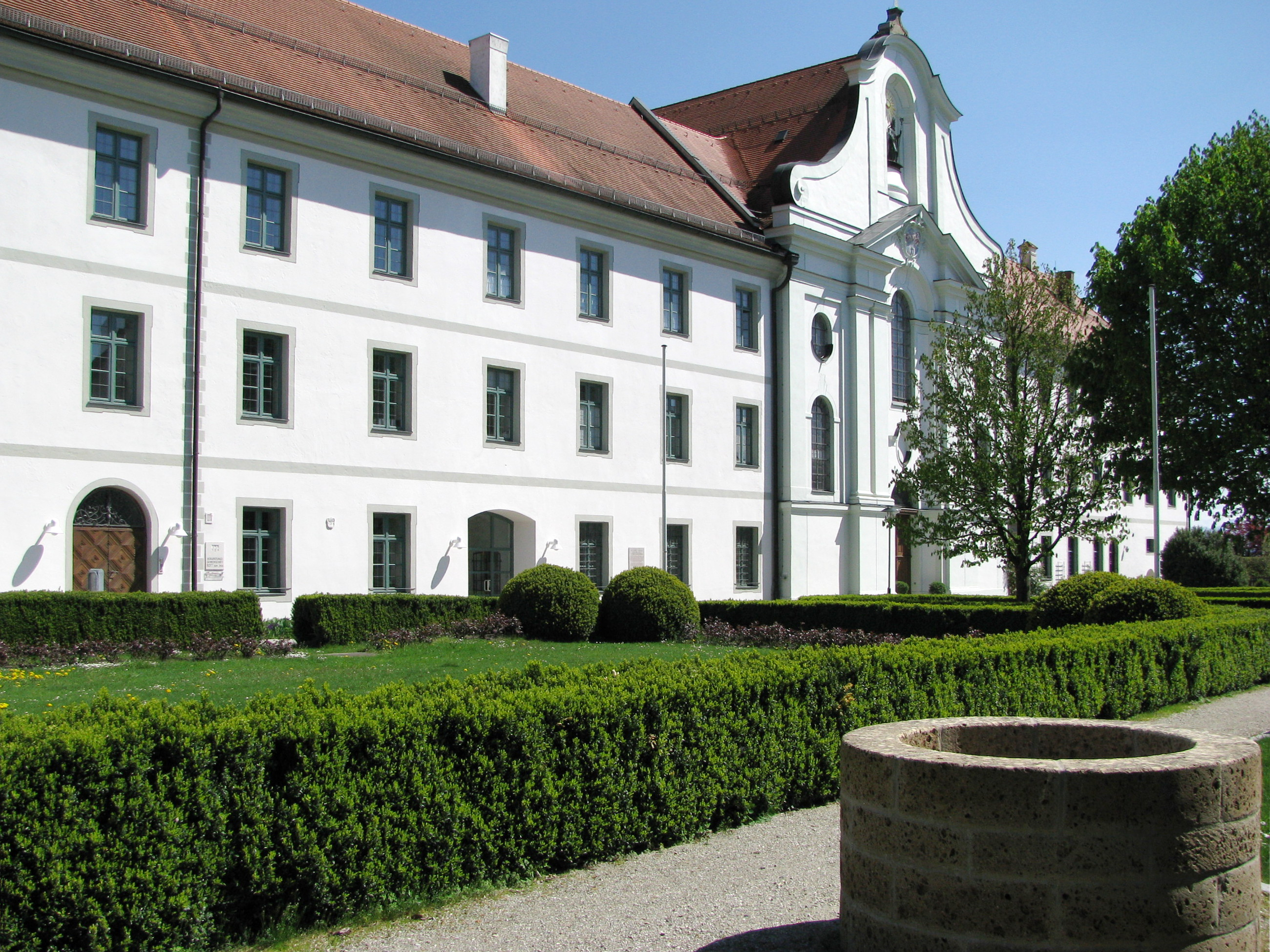
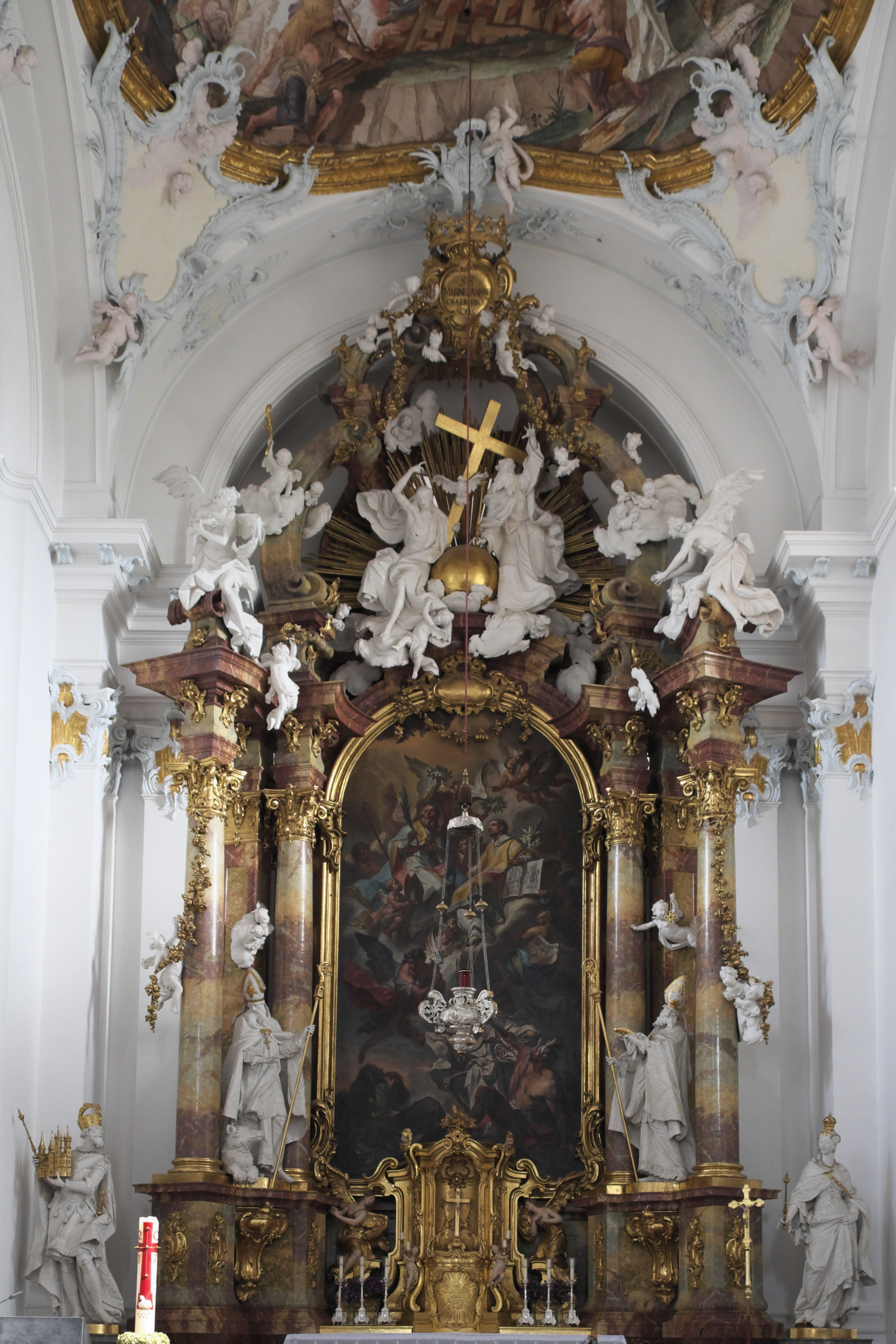
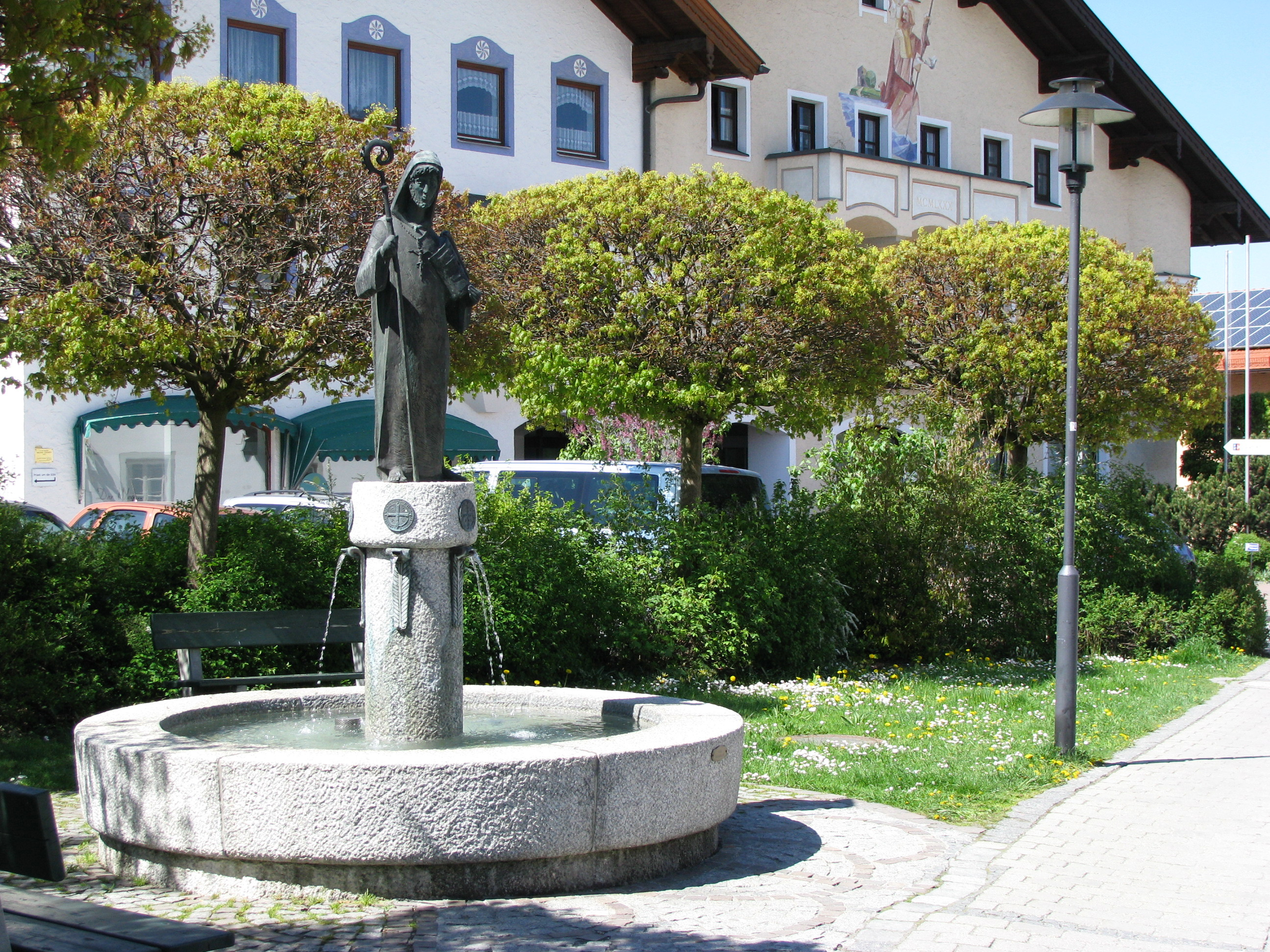
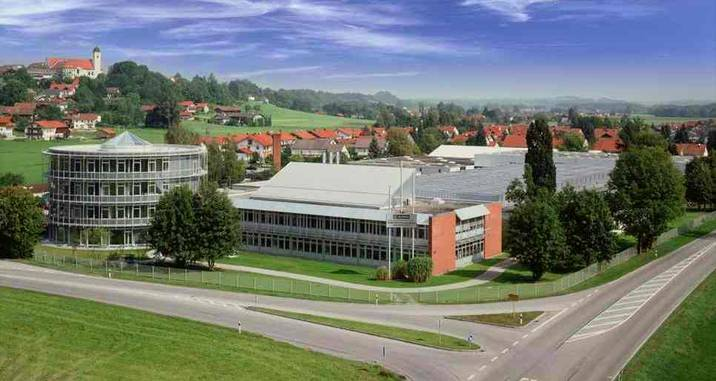

## Nevezetességek
- Benedekrendi kolostor
- Kolostortemplom